# Je te déteste
Singles de Vianney
Pas là
(2014)
Je te déteste est le premier single du chanteur français Vianney, extrait de son premier album Idées blanches.

## Développement
Après plusieurs mois de diffusion du titre à la radio, Vianney sort le clip vidéo de Je te déteste en juillet 2014 et annonce la sortie prochaine de son premier album. Ce clip vidéo relate l'histoire d'une relation amoureuse compliquée et évoque les efforts de chacun au sein de ce couple.
Comme son deuxième single, Pas là, Je te déteste est inspirée d'une ancienne petite amie du chanteur.
En mai 2016, alors que l'album Idées blanches s'est écoulé à plus de 100 000 exemplaires, le chanteur décide de miser une nouvelle fois sur le titre Je te déteste qu'il renvoie aux radios francophones.

## Classements et certifications
| Classement    | Meilleure position |
| ------------- | ------------------ |
| France (SNEP) | 113                |